# Solarnia (Silésie)
Pour les articles homonymes, voir Solarnia.
Solarnia est une localité polonaise de la gmina de Pawonków, située dans le powiat de Lubliniec en voïvodie de Silésie.